# IBM Roadrunner

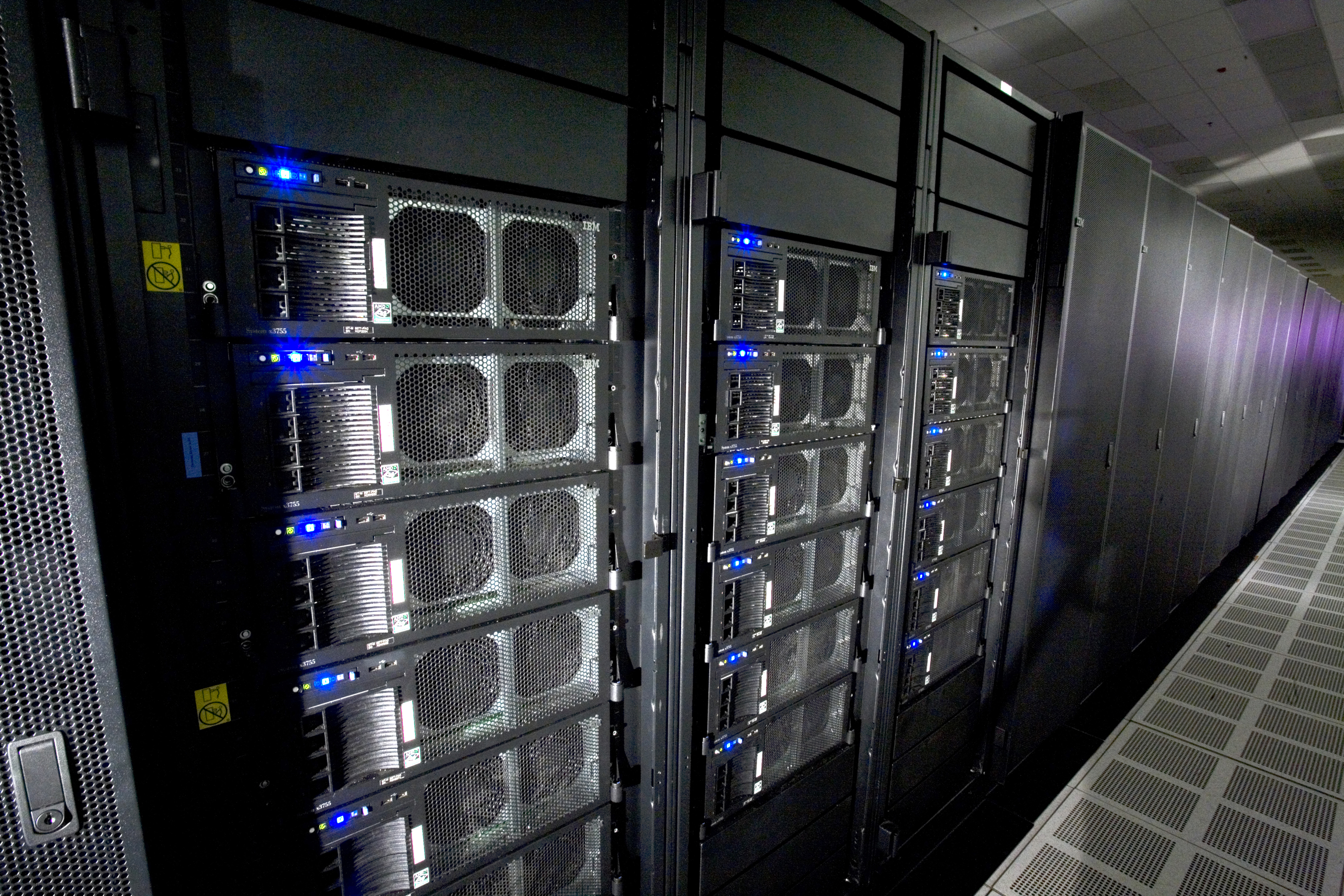

Roadrunner este un supercomputer construit de IBM la Los Alamos National Laboratory în New Mexico, SUA. Este al doilea computer din lume ca rapiditate, atingând 1,026 petaflops în 25 mai 2008. Costul acestuia se ridică la 133 milioane $.

## Privire generală
IBM este corporația responsabilă de construcția acestuia, computerul fiind un desing hibrid alcătuit din 12960 IBM PowerXCell 8i și 6480 AMD Opteron procesoare dual-core. Sistemele de operare folosite de aceste sunt Red Hat Enterprise Linux și Fedora. Memoria este de 103,6 TiB iar puterea consumată de acesta este de 2.35 MW, ocupând astfel un spațiu de 600 metri pătrați.Los Alamos National Laboratory plănuiește să îl folosească pentru a simula modificările materialelor nucleare de-a lungul timpului. 

## Designul Hibrid
Roadrunner diferă de alte sisteme prin faptul că designul său este unul hibrid, alcătuit dintr-o arhitectură cu mai multe tipuri de procesoare, menționate mai sus, tocmai de aceea este necesar o programare speciala pentru a obține capacitatea optima de functionare a mașinii.